# John Murray (Ozeanograf)

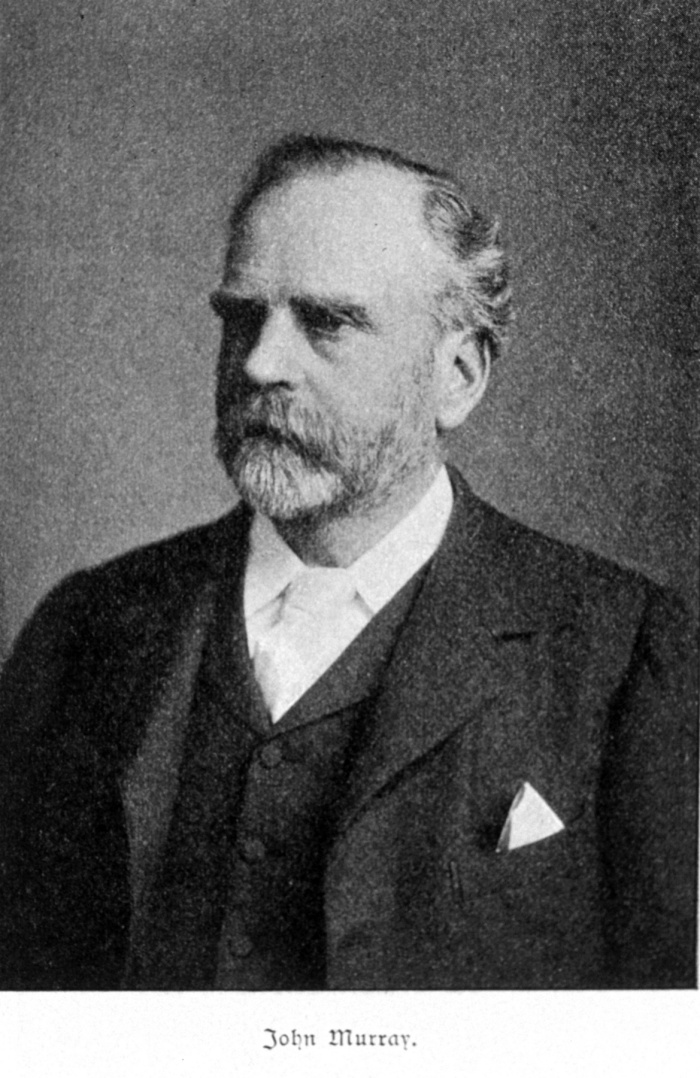
John Murray

Sir John Murray, KCB (* 3. März 1841 in Cobourg, Ontario, Kanada; † 16. März 1914 in Kirkliston, Edinburgh, Schottland) war ein britischer Ozeanograf und Naturwissenschaftler.
Murrays Eltern stammten aus Schottland. Er ging für sein Studium nach Schottland, zuerst an die Stirling High School und anschließend an die Universität Edinburgh, um kurz darauf als Schiffsarzt eines Walfängers nach Spitzbergen zu fahren.
Von 1872 bis 1876 nahm Murray als Assistent Charles Wyville Thomsons an der Challenger-Expedition teil. Bis 1896 veröffentlichte er die wissenschaftlichen Ergebnisse in 50 Bänden und begründete damit die Ozeanographie.
Er besuchte unter anderem die Weihnachtsinsel und stellte anhand eines 1877 gesammelten Musters den kommerziellen Wert des auf der Insel lagernden Phosphates fest. Die Insel widmete ihm später eine Briefmarke.
Murray starb bei einem Autounfall.

## Auszeichnungen und Dedikationsnamen
1895 wurde ihm die Royal Medal der Royal Society verliehen, in die er im folgenden Jahr 1896 als Mitglied („Fellow“) gewählt wurde. Seit 1877 war er Fellow der Royal Society of Edinburgh und seit 1897 korrespondierendes Mitglied der Russischen Akademie der Wissenschaften in St. Petersburg. Im Dezember 1899 nahm ihn die Académie royale des Sciences, des Lettres et des Beaux-Arts de Belgique als assoziiertes Mitglied auf. 1900 erhielt er die Clarke-Medaille der Royal Society of New South Wales. Ebenfalls 1900 wurde er in die American Academy of Arts and Sciences und 1912 in die National Academy of Sciences gewählt.
Das Kap Murray, die Murray-Insel und der Murray-Gletscher in Antarktika sind nach ihm benannt. Gleiches gilt für das Murray-Schneefeld auf der Insel Südgeorgien und die Insel John Murray Ø vor der Nordküste Grönlands.
Murray wird in den Epitheta der Weihnachtsinsel-Zwergfledermaus (Pipistrellus murrayi), des Murrays Halbfingergeckos (Hemidactylus murrayi), der Ohrwurmart Paralabella murrayi, des Anglerfischs Melanocetus murrayi, der Oktopusart Cirrothauma murrayi, der Schnabelkerfe Taylorilygus murrayi sowie der Ordnung Murrayonida aus der Klasse der Kalkschwämme geehrt.